# Caracoles Estrella
Caracoles Estrella är en ort i Mexiko.   Den ligger i kommunen San Felipe Usila och delstaten Oaxaca, i den sydöstra delen av landet, 300 km sydost om huvudstaden Mexico City. Caracoles Estrella ligger 85 meter över havet och antalet invånare är 153.
Terrängen runt Caracoles Estrella är varierad. Runt Caracoles Estrella är det ganska glesbefolkat, med 47 invånare per kvadratkilometer. Närmaste större samhälle är San Lucas Ojitlán, 13,1 km norr om Caracoles Estrella. I omgivningarna runt Caracoles Estrella växer i huvudsak städsegrön lövskog.